# حسن سوني
حسن بن عبد الله سوني (ولد في 2 أبريل 1984) هو لاعب كرة قدم سنغافوري محترف يلعب كحارس مرمى لنادي دوري الدرجة الثانية التايلاندي، أرمي يونايتد، ومنتخب سنغافورة لكرة القدم.

## روابط خارجية
- حسن سوني على موقع قاعدة بيانات كرة القدم.إي يو (الإنجليزية)
- حسن سوني على موقع ناشيونال فوتبول تيمز (الإنجليزية)
- حسن سوني على موقع Soccerway.com (الإنجليزية)
- حسن سوني على موقع عالم كرة القدم.نت (الإنجليزية)